# John Taylor (bassiste)
Vous pouvez aider à l'améliorer ou bien discuter des problèmes sur sa page de discussion.
- Il ne cite pas suffisamment ses sources. Vous pouvez indiquer les passages à sourcer avec {{référence nécessaire}} ou {{Référence souhaitée}}, et inclure les références utiles en les liant aux notes de bas de page. (Marqué depuis mars 2024)
- Certaines informations devraient être mieux reliées aux sources mentionnées dans la bibliographie ou les liens externes. Améliorez sa vérifiabilité en les associant par des références. (Marqué depuis mars 2024)

- Archive Wikiwix
- Bing
- Cairn
- DuckDuckGo
- E. Universalis
- Gallica
- Google
- G. Books
- G. News
- G. Scholar
- Persée
- Qwant
- (zh) Baidu
- (ru) Yandex
- (wd) trouver des œuvres sur Wikidata

Pour les articles homonymes, voir John Taylor et Taylor.
Nigel John Taylor (né le 20 juin 1960 à Solihull) est le bassiste du groupe anglais Duran Duran dont il est l'un des fondateurs en 1978. Duran Duran était l'un des groupes les plus populaires au monde dans les années 1980, en partie grâce à ses clips révolutionnaires, qui passaient beaucoup au début de la chaîne musicale américaine MTV. Taylor a joué avec Duran Duran depuis sa fondation en 1978 jusqu'en 1997, année de son départ pour poursuivre une carrière solo. Il a enregistré une douzaine de disques solo (albums, EP et projets vidéo) par le biais de son label privé B5 Records, a joué un rôle principal dans le film Sugar Town et a participé à une demi-douzaine d'autres projets. Il a rejoint Duran Duran pour une réunion des cinq membres originaux du groupe en 2001 et est resté dans le groupe depuis. Les membres permanents actuels de Duran Duran sont Simon Le Bon (chanteur), John Taylor (basse), Nick Rhodes (synthétiseur) et Roger Taylor (batterie).
Taylor était également membre de deux supergroupes : The Power Station et Neurotic Outsiders.

## Biographie
Né à Solihull, au sud-est de Birmingham, John Taylor a grandi à Hollywood, dans le Worcestershire, en Angleterre. Enfant, il fréquente l'école catholique Our Lady of the Wayside et l'Abbey High School, à Redditch. John porte des lunettes (en raison d'une myopie sévère, supérieure à 10 dioptries), apprécie les films de James Bond et son passe-temps est de jouer à la guerre avec des soldats peints à la main. Au début de son adolescence, il découvre la musique, choisissant Roxy Music comme groupe préféré, et bientôt, il collectionne des disques et apprend à jouer du piano. Son premier groupe s'appelait Shock Treatment.

### 1978-1997: Duran Duran et The Power Station
En 1978, Taylor et son ami d'école, Nick Rhodes, forment Duran Duran avec Stephen Duffy alors qu’ils fréquentaient l'école polytechnique de Birmingham (maintenant Birmingham City University). Peu de temps après, Taylor change radicalement : il abandonne les lunettes pour les lentilles de contact et il adopte les chemises à volants ("poet shirt") et les pantalons en cuir qui allait devenir le style "Nouveau Romantique". Il cesse d'utiliser le nom "Nigel" et prend le nom John Taylor.
Taylor jouait de la guitare lorsque Duran Duran a été fondé, mais il passa à la basse après avoir découvert les rythmes funky de Chic et apprit à aimer jouer la section rythmique avec le nouveau membre du groupe, Roger Taylor. Il a souvent cité ceux qui l'avaient fortement influencé : Bernard Edwards de Chic, Paul Simonon des Clash ainsi que Paul McCartney, James Jamerson et Roxy Music, avec Graham Simpson. Duran Duran sort son premier album en 1981 et connaît un succès mondial dès le début des années 80.
Lorsque Duran Duran devient célèbre, la célébrité de Taylor grandit. Ses photos sont très prisées des magazines pour adolescents et il remporte de nombreux sondages de popularité, apparaissant notamment sur la liste annuelle des "personnes les plus sexy" du magazine People. Il vit à Londres et Paris et possède des voitures de luxe, dont l'Aston Martin de James Bond, dont il avait toujours rêvé. Il sort avec quelques mannequins, tels la James Bond girl, Janine Andrews, et Renée Simonsen.
En 1985, après avoir enregistré A View to a Kill, thème principal de Dangereusement vôtre, Duran Duran se scinde en deux projets parallèles. Lui et le guitariste du groupe, Andy Taylor, s'associent à l'ancien batteur de Chic, Tony Thompson, et Robert Palmer, qui s'était déjà rencontré lors du concert de charité de Duran Duran au terrain de football d'Aston Villa en 1983, pour former le supergroupe The Power Station. Sous la direction du producteur Bernard Edwards, ils sortent un album, The Power Station, et produisent les singles "Some Like It Hot" et la reprise de T.Rex "Get It On (Bang a Gong)". Simon, Nick et Roger forment Arcadia et enregistrent un album, So Red the Rose.
Cette année-là, il enregistre également "I Do What I Do... (Theme for 9½ Weeks)" pour le film 9 semaines 1/2 avec Kim Basinger et Mickey Rourke.
Quand Andy et Roger quittent le groupe, les trois membres restants reforment Duran Duran pour l'album Notorious en 1986, et continuent à enregistrer et à tourner tout au long des années 1990 avec le nouveau guitariste Warren Cuccurullo.
Le succès de Duran Duran décline rapidement avec l’album de reprises Thank You. Après la tournée de cet album, Duran Duran passe une partie de l'été 1995 à Londres à travailler sur l'album Medazzaland. Parallèlement, Taylor consacre du temps à son projet parallèle, Neurotic Outsiders, enregistrant et tournant avec ce groupe de fin 1995 à début 1996.

### 1996-2001: Carrière solo; 2012-présent: Auteur
En 1996, Taylor cofonde le label indépendant B5 Records en Californie avec le producteur Hein Hoven.
À B5, Taylor chante et joue de la guitare et de la basse sur son premier album solo, Feelings Are Good and Other Lies, en collaboration avec Steve Jones des Sex Pistols. L'album est commercialisé par correspondance et les CD sont vendus via le site web. La musique et le ton de voix sont beaucoup plus apparentées au grunge et au punk que chez Duran Duran, tandis que les paroles reflètent la vie personnelle chaotique de Taylor et son divorce en cours avec De Cadenet. Il participe à l'écriture d'un album pour The Power Station, réunifié fin 1996, mais ses problèmes personnels l'obligent à se retirer du projet, qui est ensuite enregistré avec Bernard Edwards à la basse et le groupe tourne avec un bassiste engagé. Les différences créatives grandissantes au sein de Duran Duran, son déménagement à Los Angeles et son désir de se concentrer sur son travail en solo ont également amené Taylor à reconsidérer sa place dans ce groupe. En janvier 1997, il annonce à une convention de fans de Duran Duran qu'il quitte le groupe.
Il sort l'EP Autodidact, alors que Feelings Are Good est réédité sur le plus grand label canadien DeRock Records. B5 publie ensuite un album hommage intitulé Dream Home Heartaches ... Remaking / Remodeling Roxy Music, composé de reprises de Roxy Music par Taylor et de nombreux autres artistes de Los Angeles. Le label produit également l'album Sub-Acid Sweet Songs pour Three Alarm Fire, avant que Hein Hoven ne décide de quitter la société. Après cela, le label B5 Records et le site web sont renommés "Trust The Process" et sont centrés sur la promotion de la carrière solo de Taylor.
En 1997 et 1998, il forme et joue avec un groupe appelé "John Taylor Terroristen" (Gerry Laffy à la guitare, Michael Railton / Tio Banks au clavier, Larry Aberman à la batterie, John Amato au saxophone et à la flûte). Le groupe réalise un EP live 5.30.98. Après le 11 septembre, Taylor déclare qu'il n'utiliserait plus le nom du groupe "Terroristen".
Il commence à faire des apparitions au cinéma. Sa longue amitié avec Allison Anders lui vaut le premier rôle dans son film indépendant Sugar Town en 1998. Il joue aussi dans de petits rôles dans plusieurs autres films et programmes de télévision au cours des deux années qui suivent.
En 1999, il sort deux albums de chansons déjà enregistrées auparavant. Le premier, Résumé, est composé de musique inédite sur laquelle lui et Jonathan Elias avaient travaillé ensemble au cours des sessions de 1985 pour la bande originale du film 9 semaine 1/2. Le second, Meltdown, est une collection de morceaux que Taylor avait établis en 1992, pendant les retards importants dans l’enregistrement de The Wedding Album. Certaines paroles révèlent sa désaffection du le style de vie de Duran Duran; il dit qu'il était sur le point de quitter le groupe pendant cette période, mais était freiné par le succès soudain de "Ordinary World" et "Come Undone" en 1993.
Plus tard en 1999, il signe un contrat d’enregistrement avec la maison de disque japonaise Avex Trax et sort un album intitulé simplement John Taylor sur la couverture, mais qui figure dans sa discographie officielle sous le nom de The Japan Album. Le site web "Trust The Process" publie un EP japonais en édition limitée, suivi de l’album Live Cuts, qui contient des enregistrements non retouchés des concerts de Taylor cette année-là.
Il continue à enregistrer pour Avex en 2000 et début 2001, il sort Techno For Two (avec le succès international "6.000 Miles" co-écrit par Matthew Hager), un album résolument non techno rempli de chansons très personnelles. Peu de temps après, alors que les discussions en vue d'une éventuelle réunion avec Duran Duran étaient entamées, Taylor décide de créer un ensemble rétrospectif appelé Retreat Into Art, qui témoigne de son développement au cours des cinq années précédentes. Une édition limitée de 999 coffrets signés contenait deux CD, une affiche, des cartes postales... Une fois les coffrets écoulés, le jeu de deux CD a été vendu seul.
La dernière sortie d'album solo de Taylor, achevée après la réunion de Duran Duran, est la compilation MetaFour publiée en 2002. L'album est divisé en quatre sections thématiques. La première contient de la musique instrumentale créée pour le film Mi Vida Loca de 1994. La seconde consiste en des performances live inédites à différents moments de sa carrière solo, tandis que la troisième contient une poignée de performances acoustiques et de démos. La dernière section est une session de questions-réponses de 17 minutes à laquelle Taylor a pris part au Musicians Institute à Hollywood en 1998.
En septembre 2012, Taylor publie son autobiographie intitulée In the Pleasure Groove: Love, Death and Duran Duran. En 2013, l'organisation Writers in Treatment a décerné à Taylor le prix "Expérience, force et espoir" pour son travail.

### 2001-présent: réunion de Duran Duran
En 2000, Simon Le Bon approche Taylor à propos d'une éventuelle réunion avec la formation originale de Duran Duran. Il est enthousiaste à cette idée ainsi que les deux autres Taylor (Roger et Andy, qui ont quitté le groupe en 1986). Un accord est rapidement conclu et Taylor démontre son engagement envers le groupe en se faisant tatouer deux D liés sur le dessus du bras droit.
Après une tournée très réussie au Japon en 2003, le groupe réuni signe avec Epic Records et sort l'album Astronaut en octobre 2004. Ils effectuent une tournée tout au long de la première moitié de 2005 avant de retourner en studio pour travailler sur leur prochain album. Le guitariste Andy Taylor quitte de nouveau le groupe en octobre 2006 et les enregistrements de cette session sont mis de côté lorsque le groupe a la chance de travailler avec le producteur Timbaland. L’album résultant, Red Carpet Massacre, sort en novembre 2007. Pour fêter sa sortie, le groupe franchit une étape sans précédent : il présente l'intégralité de l'album lors de 10 représentations spéciales à Broadway, suivies d'une tournée mondiale en 2008.
En 2006, Taylor et Nick Rhodes collaborent pour la compilation intitulée Only After Dark.
En décembre 2010, le groupe a publié son 13e album studio, All You Need Is Now, sur son propre label, Tape Modern.

### Apparitions
Il a fait sa première apparition au cinéma en dehors de Duran Duran dans le rôle de "The Hacker" (aux côtés de sa petite amie de l'époque, Virginia Hey) dans l'épisode pilote de Timeslip, une émission télévisée de 1985 qui n'a pas été davantage développée. Il a ensuite fait une apparition dans l'épisode "Qui vivra verra" (du 4 octobre 1985) de Deux flics à Miami. Dans cet épisode, il joue avec The Power Station (Michael Des Barres remplaçant Robert Palmer au chant) "Get It On (Bang a Gong)". John était le seul membre du groupe parler, introduisant le personnage Sonny Crockett (Don Johnson) au nouveau chanteur Michael Des Barres. Taylor a également fait des apparitions dans Les Pierrafeu à Rock Vegas, Politically Incorrect avec Bill Maher en 2000 et A Diva's Christmas Carol, la même année, dans le rôle de "Ghost of Christmas Present", et That '80s Show en 2002.

### Vie privée
Au tout début de Duran Duran, John rencontre Roberta Earl-Price (à cette période, il va se transformer radicalement, passant d'un style "geek" au style "Nouveau romantique") et vit une relation avec elle jusqu'à ce qu'il rencontre la James Bond Girl d'Octopussy, Janine Andrews. Ils vivent ensemble jusqu'en 1985. Ensuite, il a une courte relation avec l'australienne Virginia Hey. De 1985 à 1989, il est en couple avec le mannequin danois Renée Simonsen, avec laquelle il s'est fiancé. Le 24 décembre 1991 à Londres, il se marie avec Amanda De Cadenet, qui était enceinte. Leur fille, Atlanta Noo De Cadenet Taylor, naît le 31 mars 1992. Le couple déménage à Los Angeles pour qu'Amanda poursuive sa carrière d'actrice, ainsi que pour échapper aux tabloïds britanniques. Fin 1994, il entre en cure de désintoxication et est sobre depuis. Ils divorcent en mai 1995. John rencontre sa seconde femme, Gela Nash (cofondatrice de Juicy Couture), en 1996. Ils se marient le 27 mars 1999 à Las Vegas. Le couple vit à Los Angeles mais il possède un manoir à South Wraxall, en Angleterre. En 2013, il devient citoyen américain et garde la double nationalité. Il a révélé dans son livre qu'il choisissait ses compagnes en regardant les magazines de mode dans les années 80.

## Discographie

### Avec Duran Duran
- Duran Duran (1981)
- Rio (1982)
- Seven and the Ragged Tiger (1983)
- Arena (Live) (1984)
- Notorious (1986)
- Big Thing (1988)
- Decade: Greatest Hits (Compilation) (1989)
- Liberty (1990)
- The Wedding Album (1993)
- Thank You (1995)
- Medazzaland (4 titres) (1997)
- Greatest (Compilation) (1998)
- Astronaut (2004)
- Red Carpet Massacre (2007)
- All You Need Is Now (2011)
- A Diamond in the Mind: Live 2011 (Live) (2012)
- Paper Gods (2015)
- Future Past (2021)

### Avec Power Station
- The Power Station (1985)
- Living In Fear (1996) (9 titres comme coauteurs)

### Avec Neurotic Outsiders
- Neurotic Outsiders (1996)

### En solo
- I Do What I Do... (Theme for 9½ Weeks) (Single) (1986)
- Feelings Are Good and Other Lies (1997)
- Autodidact (EP) (1997)
- Resumé (avec Jonathan Elias) (1999)
- Meltdown (1999)
- The Japan Album (1999)
- The Japan EP (EP) (2000)
- Live Cuts (Live) (2000)
- Terroristen: Live At The Roxy (Live) (2001)
- Techno For Two (2001)
- Retreat Into Art (2001)
- MetaFour (2002)

### Compilations
- Only After Dark (avec Nick Rhodes) (2006)

## Filmographie
- 1985 : Arena (An Absurd Notion) de Russell Mulcahy : lui-même
- 1985 : Deux flics à Miami (Miami Vice) - Saison 2, épisode 3 : J. T. (non crédité)
- 1999 : Drowning on Dry Land de Carl Colpaert
- 1999 : Sugar Town d'Allison Anders et Kurt Voss : Clive
- 2000 : Les Pierrafeu à Rock Vegas (The Flintstones in Viva Rock Vegas) de Brian Levant : Keith Richrock
- 2000 : Murder Party (Four Dogs Playing Poker) de Paul Rachman : Dick
- 2000 : Les Fantômes de Noël (A Diva's Christmas Carol) (TV) de Richard Schenkman : un fantôme
- 2001 : She-Bat (court-métrage) d'Emily Weissman : Patrick
- 2001 : Strange Frequency (TV) segment Room Service de Mary Lambert et Bryan Spicer : Jimmy Blitz
- 2001 : Vegas, City of Dreams de Lorenzo Doumani : Byron Lord
- 2001 : Ondes de choc (Strange Frequency) (série TV) - saison 1, épisode 4 : Jimmy Blitz
- 2002 : That '80s Show (série TV) - saison 1, épisode 13 : Zeke
- 2009 : Samantha qui ? (Samantha Who?) (série TV) - saison 2, épisode 14 : Tommy Wylder
- 2021 : The Sparks Brothers (documentaire) d'Edgar Wright : lui-même

### Auteur
- In the Pleasure Groove: Love, Death and Duran Duran (2013) Penguin Group, (2012) Dutton -- édité en anglais